# فضيات (السوم)

تعديل مصدري - تعديل

فضيات هي إحدى قرى عزلة السوم بمديرية السوم التابعة لمحافظة حضرموت، بلغ تعداد سكانها 89 نسمة حسب تعداد اليمن لعام 2004.